# Powiat brzeski (Galicja)
Powiat brzeski – dawny powiat kraju koronnego Królestwo Galicji i Lodomerii, istniejący w latach 1867–1918.
Siedzibą c.k. starostwa było Brzesko. Powierzchnia powiatu w 1879 roku wynosiła 8,2579 mil kw. (475,16 km²), a ludność 84 320 osób. Powiat liczył 125 osad, zorganizowanych w 114 gmin katastralnych.
Na terenie powiatu działały 3 sądy powiatowe – w Brzesku, Radłowie i Wojniczu.

## Starostowie powiatu
- Ludwik Kadyi (1870–1871)
- Antoni Pogłodowski (1875)
- Henryk Pfau (ok. 1869–1883)[1][2][3][4][5][6][7][8][9][10][11]
- Edmund Romer (1890)
- Władysław Gałecki-Junosza (do ok. 1900)
- Ludzimił Trzaskowski (od ok. 1900 do ok. 1900 kierownik starostwa, urząd starosty opróżniony[12], od ok. 1901 do ok. 1907[13][14][15][16][17][18])
- Władysław Chyliński (do 1918)[19]

## Komisarze
Rządowi
- Ludwik Kowalski (1870–1871)
- August Szczurowski (1879)
- Feliks Kabicki (1890)

Powiatowi
- Ludzimił Trzaskowski (od ok. 1893 komisarz[20][21][22][23], od ok. 1897 do ok. 1900 starszy komisarz[24][25][26][27])